# Leistungsfaktor
Als Leistungsfaktor (auch Wirkleistungsfaktor) wird in der elektrischen Wechselstromtechnik das Verhältnis vom Betrag der Wirkleistung {\displaystyle P} zur Scheinleistung {\displaystyle S} bezeichnet. Das Verhältnis wird in folgender Formel ausgedrückt:
{\displaystyle {\text{Leistungsfaktor}}=\lambda ={\frac {|P|}{S}}}

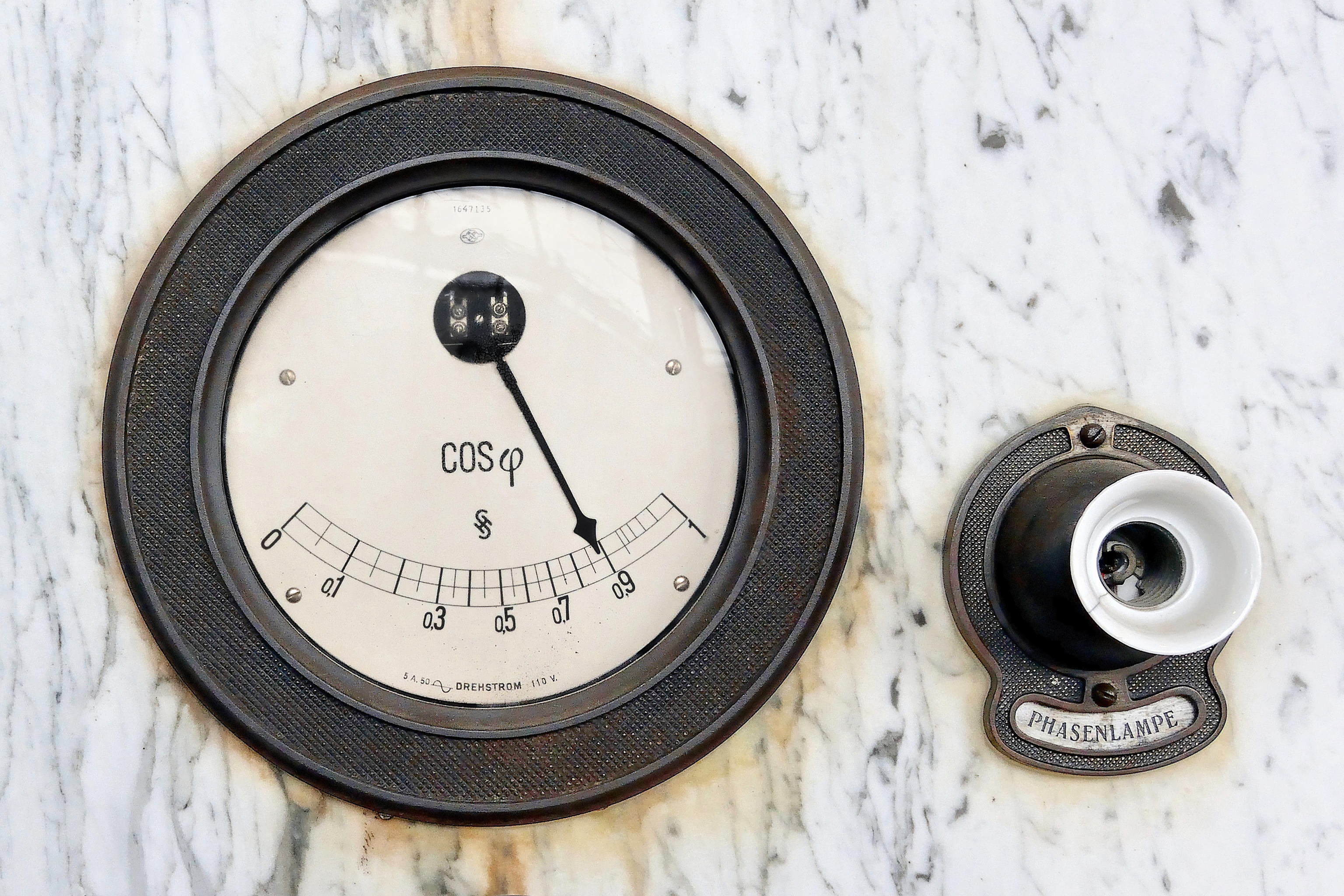
Messgerät in der Maschinenhalle der Zeche Zollern

Der Leistungsfaktor kann zwischen 0 und 1 liegen: {\displaystyle 0\leq \lambda \leq 1}

## Wirkfaktor

Leistungszeigerdiagramm und Phasenverschiebungswinkel bei sinusförmigen Spannungen und Strömen in der komplexen Ebene

Ausschließlich bei sinusförmigen Wechselgrößen wird der Wirkfaktor definiert aus dem Verhältnis {\displaystyle {\tfrac {P}{S}}}. Er ist gleich dem Kosinus des Phasenverschiebungswinkels {\displaystyle \varphi }, siehe nebenstehende Grafik.
{\displaystyle {\text{Wirkfaktor}}={\frac {P}{S}}=\cos \varphi }
Der Betrag des Wirkfaktors ist als Verschiebungsfaktor definiert.
Nicht sinusförmige Größen enthalten neben der Grundschwingung zusätzlich Oberschwingungen, zu denen sich kein einheitlicher Phasenverschiebungswinkel angeben lässt. Dann kann der Leistungsfaktor {\displaystyle \lambda } nicht als Wirkfaktor {\displaystyle \cos \varphi } angegeben werden. Mit Oberschwingungen ist insbesondere bei Netzteilen mit herkömmlichem Brückengleichrichter, Schaltnetzteilen und Verbrauchern zu rechnen, die halbleitende oder magnetische Bauelemente mit nichtlinearen Kennlinien enthalten.
Um die Charakteristik der Last zu benennen, ist auf korrekte Bezeichnung der Blindleistungs-Flussrichtung zu achten. Eindeutige Bezeichnungen sind „induktiv wirkend“ und „kapazitiv wirkend“ ({\displaystyle Q>0} bzw. {\displaystyle Q<0} im Verbraucherzählpfeilsystem).

## Bedeutung
In Stromversorgungseinrichtungen wird zur Vermeidung von Übertragungsverlusten ein möglichst hoher Leistungsfaktor angestrebt. Im Idealfall beträgt er genau 1, praktisch aber nur etwa 0,95 (induktiv). Bei Motorenanlagen mit Asynchronmaschinen besteht die Gefahr der Selbsterregung, wenn die Blindleistung vollständig kompensiert wird. Außerdem würde ein kapazitiver Leistungsfaktor zu Überspannungen an Isolationen von Leitungen und elektrischen Verbrauchern führen. Energieversorgungsunternehmen schreiben für ihre Kunden häufig einen Leistungsfaktor von mindestens 0,9 vor. Wird dieser Wert unterschritten, wird die bezogene Blindarbeit gesondert in Rechnung gestellt. Zur Erhöhung des Leistungsfaktors dienen Anlagen zur Blindleistungskompensation. Auch Photovoltaikanlagen müssen seit dem 1. Januar 2012 in Deutschland in der Lage sein, je nach Anlagengröße einen {\displaystyle \cos \varphi } zwischen 0,9 oder 0,95 untererregt bis übererregt fahren zu können, um je nach Anforderung des Netzbetreibers die lokale Netzspannung zu stabilisieren. Für Privathaushalte spielt das jedoch keine Rolle. In Privathaushalten tendiert der Leistungsfaktor dazu kapazitiv zu sein, jedoch nicht induktiv. Dies geschieht durch die Kondensatoren in Schaltnetzteilen ohne Power-Korrektur.

## Leistungsfaktor bei nichtlinearen Lasten
Häufig tritt trotz sinusförmiger Wechselspannung infolge nichtlinearer Verbraucher ein nicht sinusförmiger oder „verzerrter“ Wechselstrom auf. Die Scheinleistung
{\displaystyle S=U\cdot I}
ist gegeben durch die Effektivwerte der Spannung {\displaystyle U} und der gesamten aus Grundschwingung und Oberschwingungen bestehenden Stromstärke {\displaystyle I}. In die Wirkleistung geht bei sinusförmiger Spannung von der Stromstärke einzig ihr Wirkanteil an der Grundschwingung ein, siehe Wirkstrom. Mit dem Effektivwert der Grundschwingung {\displaystyle I_{1}} und deren Phasenverschiebungswinkel {\displaystyle \varphi _{1}} ist
{\displaystyle P=U\cdot I_{1}\cdot \cos \varphi _{1}\,.}
Zusammen mit dem Grundschwingungsgehalt der Stromstärke {\displaystyle g={\tfrac {I_{1}}{I}}} oder ihrem Klirrfaktor {\displaystyle k={\tfrac {\sqrt {I^{2}-I_{1}^{2}}}{I}}} kann der Leistungsfaktor auch angegeben werden als
{\displaystyle \lambda ={\frac {|P|}{S}}={\frac {I_{1}}{I}}\cdot |{\cos \varphi _{1}}|=g\cdot |{\cos \varphi _{1}}|={\sqrt {1-k^{2}}}\cdot |{\cos \varphi _{1}}|\,.}